# Passione di Škofja Loka
La Passione di Škofja Loka (Škofjeloški pasijon) è una rappresentazione sacra in lingua slovena con gli elementi del dramma barocco. Il manoscritto è ora nella biblioteca del Monastero dei Cappuccini a Škofja Loka. È il più antico libro conservato sul dramma della Passione di Gesù non solo in Slovenia, ma anche in Europa un tesoro unico e molto importante. La Passione di Škofja Loka è stata scritta nel 1721 da un cappuccino Lorenc Marušič che visse nel Monastero di Škofja Loka. La rappresentazione è stata eseguita lo stesso anno, lungo le strade nella parte vecchia della città di Loka poi solo altre due volte, nel 1727 e nel 1728 è stato riproposto negli anni 1999 e 2000 anno del Giubileo.

## Origini del testo
Il dramma fu scritto nel periodo in cui la Slovenia fu colpita da una disastrosa piaga della peste; chi sopravvisse tentò con ogni mezzo di fermare questa terribile epidemia. Furono organizzate processioni, durante il periodo pasquale, una proposta dal VescovoTomaž Hren di Lubiana organizzate poi dai gesuiti lungo le strade di Lubiana seguite da flagellanti. 
A Skofja il nobile Anton Ecker volle una processione in onore della Passione di Gesù Cristo. Così nel 1720 il cappuccino Romuald Marušič progettò tutto ciò che era necessario per la processione. In un primo momento ha trovato i volontari della città e gli agricoltori dei villaggi e delle valli. Poi scrisse il testo e il dramma fu eseguito nel 1721.

## Il monastero dei Cappuccini
Il monastero dei Cappuccini di Skofja Loka è stato fondato nel 1707 dall'inizio i frati si sono dedicati principalmente alla predicazione e la confessione. Numerosi libri antichi tra cui un certo numero di incunaboli sono conservati nella biblioteca dei cappuccini, che è una dei più importanti monumenti culturali della città di Škofja Loka.

## Passione di Škofja Loka 28 marzo - 19 aprile 2009

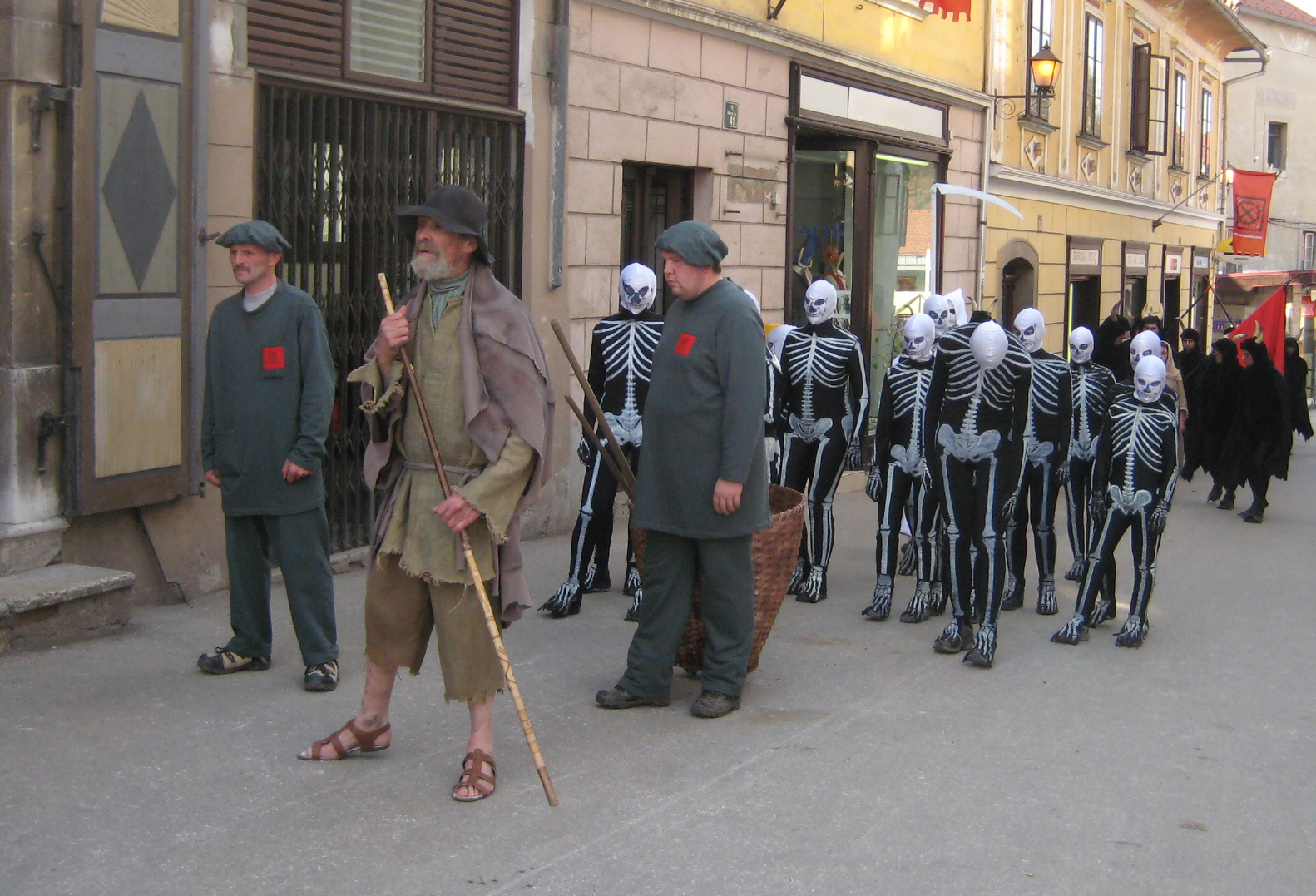
Scene da un corteo di morte

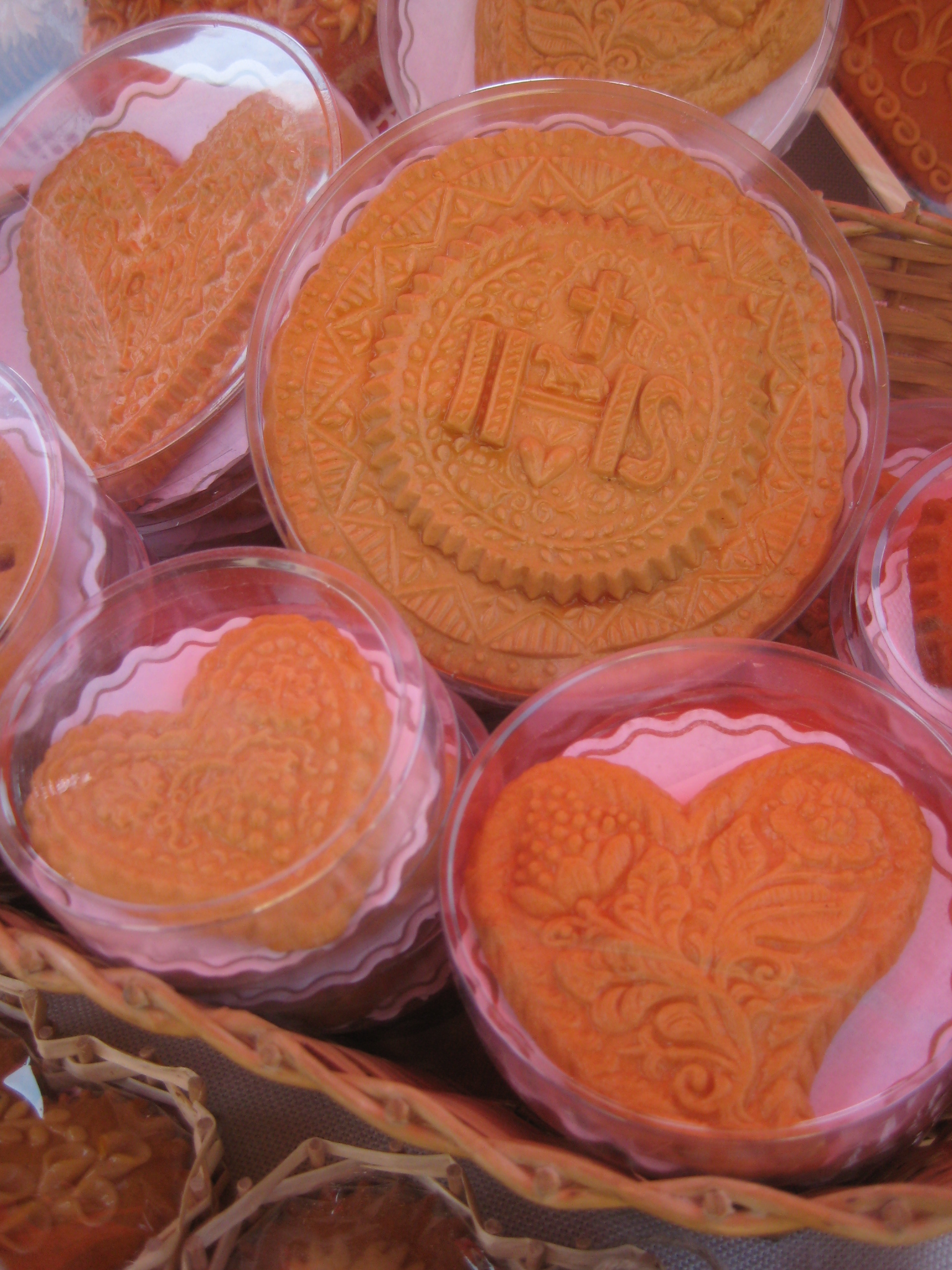
panpepato Škofjeloški

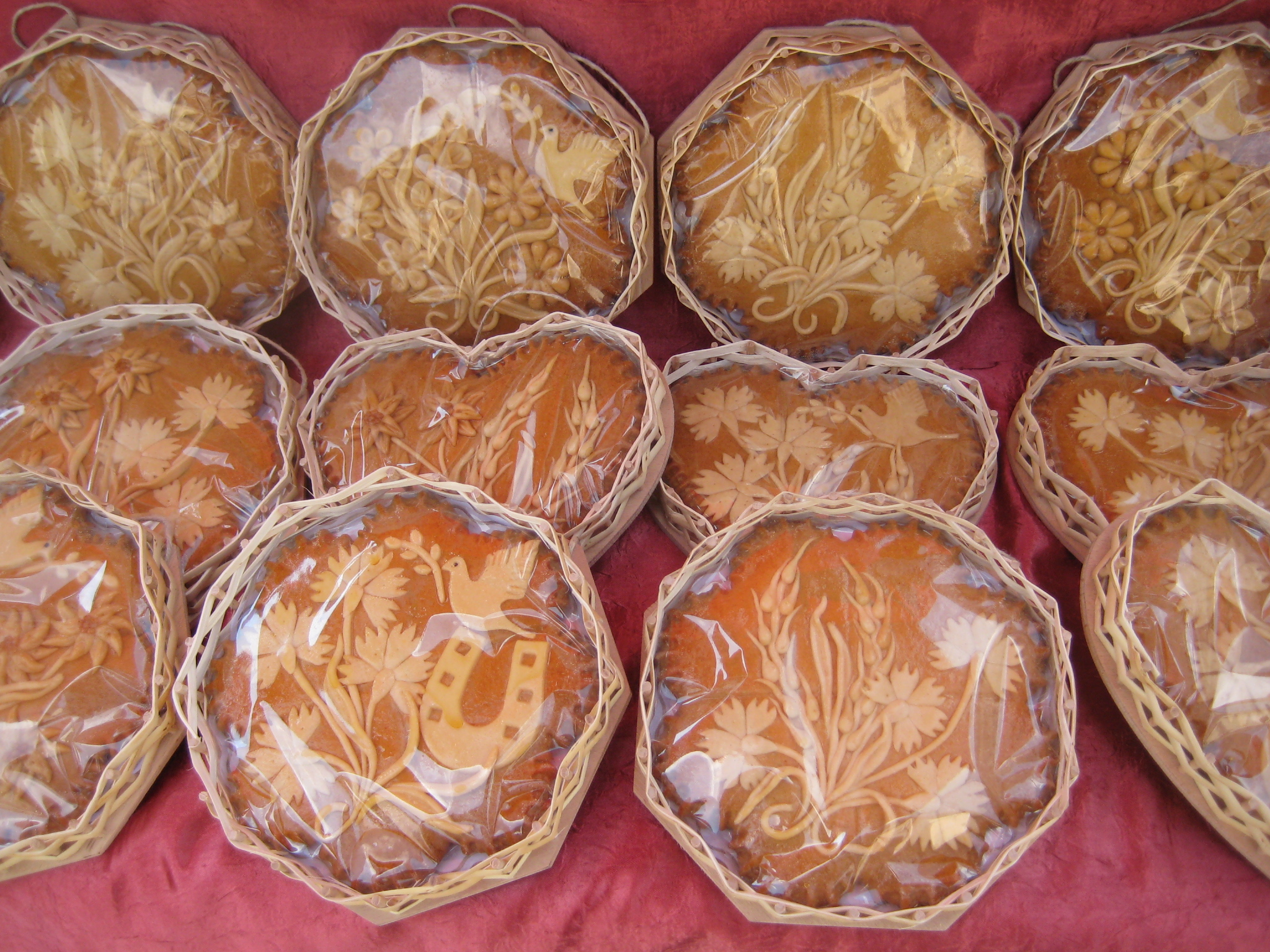
panpepato Dražgoški

È stato un grande successo perché hanno partecipato circa 53.000 visitatori; erano disponibili cibi e bevande tipici del periodo barocco, molti hanno visitato i monumenti di Loka e quelli limitrofi. Le autorità cittadine, volendone fare un appuntamento tradizionale, lo hanno riproposto dal 2009 e diventerà un appuntamento consueto ogni sei anni in primavera mantenendo con cura l'atmosfera e la coreografia medioevale e barocca.

## Partecipanti
800 tra attori e attrici a, figuranti volontari e 80 cavalieri. Il Dramma della Passione è stato rappresentato durante la Quaresima e la Pasqua per otto volte composto da venti scene in quattro caratteristiche aree del centro storico di Loka. Le scenografie narravano la storia biblica dell'uomo dal peccato originale di Adamo ed Eva alla crocifissione e morte di Gesù Cristo.

## La parrocchia di SV.Jacoba (S.Giacomo)
- Sito ufficiale, su zupnije.rkc.si. URL consultato il 1º gennaio 2010 (archiviato dall'url originale il 17 febbraio 2010).

La parrocchia di Škofja Loka è intitolata a san Giacomo Apostolo.
La prima chiesa fu innalzata nel 1271, l'attuale nel XV secolo ed il campanile alto 56 m nel 1532.
La festa parrocchiale si svolge il 25 luglio la sagra la prima domenica successiva a tale data. L'oratorio salesiano è stato riaperto nel 1988